# Kazaklambia
Kazaklambia convincens
Genre
Espèce
Kazaklambia est un genre fossile de dinosaures ornithopodes de la famille des hadrosauridés (« dinosaures à bec de canard »), classé dans la sous-famille des Lambeosaurinae. Il a été découvert dans la formation géologique de Dabrazinskaya Svita dans le Sud du Kazakhstan. Cette formation est datée du Crétacé supérieur, Santonien, soit il y a environ entre 85,7 et 83,6 millions d'années. Une seule espèce est rattachée au genre, Kazaklambia convincens.

## Découverte et historique
Kazaklambia est connu à partir d'un squelette presque complet d'un juvénile dont il ne manque que le museau, la mandibule et quelques vertèbres dorsales et caudales. Cet holotype, référencé PIN 2230, a été découvert par G.A. Belen’kiy en 1961.

## Classification
L'espèce Kazaklambia convincens a été initialement décrite en 1968 par Anatoly K. Rozhdestvensky (d)  (1920-1983) sous le protonyme Procheneosaurus convincens. Puis a été un temps rattachée au genre Corythosaurus sous Corythosaurus convincens.
En 2013, Phil R. Bell (d) et Kirstin S. Brink (d) créent le genre Kazaklambia et l'y reclassent sous son taxon actuel.
La validité de ce genre est discutée par certains auteurs. Cette espèce est parfois considérée comme synonyme de Jaxartosaurus aralensis dans le livre « The Dinosauria » de Jack Horner en 2004, mais validé par David B. Norman (2000).
Kazaklambia est considéré par ses inventeurs en 2013 comme un hadrosauridé de la sous-famille des lambeosaurinés, où il occuperait une position basale. Sa morphologie le rapprocherait des lambeosaurinés basaux d'Asie, Amurosaurus et Tsintaosaurus, ainsi que d'Aralosaurus et de Jaxartosaurus. Ceci confirmerait l'origine asiatique de la sous-famille, et militerait pour une migration, puis une dispersion, en Amérique du Nord en traversant le détroit de Béring.